# Libpng
libpng (původním názvem pnglib) je referenční knihovna formátu PNG. Je nezávislá na platformě a obsahuje funkce jazyka C pro práci s obrazy ve formátu PNG. Byla vyvinutá Guyem Ericem Schalnatem, Andreasem Dilgerem, Glennem Randersem-Pehrsonem a dalšími. Knihovna libpng je závislá na knihovně zlib.
Její první verze byla uvolněna 1. května 1995.